# Elección para gobernador de Alaska de 2018
La elección para gobernador de Alaska de 2018 tuvo lugar el 6 de noviembre.
El gobernador independiente titular, Bill Walker, se postulaba para la reelección en lo que originalmente sería una carrera a tres bandas entre Walker, el candidato republicano Mike Dunleavy, y el candidato demócrata Mark Begich. Sin embargo, Walker se retiró el 19 de octubre de 2018 y respaldó a Begich. A pesar de que Walker abandonó, Dunleavy ganó las elecciones con el 51% de los votos, frente al 44% del candidato demócrata.

## Primaria republicana
| Candidatos                    | Votos  | %     |
| ----------------------------- | ------ | ----- |
|                               | Votos  | %     |
| Mike Dunleavy                 | 43,802 | 61.52 |
| Mead Treadwell                | 22,780 | 32.00 |
| Michael D. Sheldon            | 1,640  | 2.30  |
| Merica Hlatcu                 | 1,064  | 1.49  |
| Thomas Gordon                 | 884    | 1.40  |
| Gerald L. Heikes              | 499    | 0.70  |
| Darin A. Colbry               | 416    | 0.58  |
|                               |        |       |
| Total                         | 71,195 | 100   |
|                               |        |       |
| Fuente: Gems Election Results |        |       |

## Resultados
| Partido                  | Partido       | Candidato     | Votos   | %     |
| ------------------------ | ------------- | ------------- | ------- | ----- |
|                          | Republicano   | Mike Dunleavy | 145,631 | 51.44 |
|                          | Demócrata     | Mark Begich   | 125,739 | 44.41 |
|                          | Independiente | Bill Walker   | 5,757   | 2.03  |
|                          | Libertario    | William Toien | 5,402   | 1.91  |
|                          |               |               |         |       |
| Total                    | Total         | Total         | 282,529 | 100   |
| Participación            | Participación | Participación | 284,891 | 49.82 |
| Registrados              | Registrados   | Registrados   | 571,851 |       |
|                          |               |               |         |       |
| Fuente: Elections Alaska |               |               |         |       |